# Zonites algirus
Zonites algirus is een slakkensoort uit de familie Zonitidae. De wetenschappelijke naam is gepubliceerd in 1758 door Linnaeus in de tiende editie van Systema naturae.